# الألعاب الجامعية الصيفية 2015
الألعاب الجامعية العالمية الصيفية 2015 (بالكورية:2015년 하계 유니버시아드) هي الدورة الثامنة والعشرون للألعاب الجامعية الصيفية. أقيمت في غوانغجو، كوريا الجنوبية في الفترة من 3 يوليو إلى 14 يوليو 2015.
تضمن برنامج هذه الدورة 21 نوعا من الألعاب الرياضية، وشارك فيها 12200 رياضي من 170 بلدا.
تم اختيار غوانغجو كمدينة منظمة يوم 23 مايو عام 2009 خلال اجتماع الاتحاد الدولي للرياضة الجامعية في بروكسيل.

## جدول الميداليات
جدول الميداليات للعشر الأوائل:
| الترتيب | البلد            | الذهب | الفضة | البرونز | المجموع |
| ------- | ---------------- | ----- | ----- | ------- | ------- |
| 1       | كوريا الجنوبية   | 47    | 32    | 29      | 108     |
| 2       | روسيا            | 34    | 39    | 49      | 122     |
| 3       | الصين            | 34    | 22    | 16      | 72      |
| 4       | اليابان          | 25    | 25    | 35      | 85      |
| 5       | الولايات المتحدة | 20    | 15    | 19      | 54      |
| 6       | فرنسا            | 13    | 9     | 8       | 30      |
| 7       | إيطاليا          | 11    | 15    | 17      | 43      |
| 8       | أوكرانيا         | 8     | 17    | 6       | 31      |
| 9       | إيران            | 7     | 2     | 6       | 15      |
| 10      | تايبيه الصينية   | 6     | 12    | 18      | 36      |

## وصلات خارجية
- الموقع الرسمي